# Budapesti Olasz Kultúrintézet

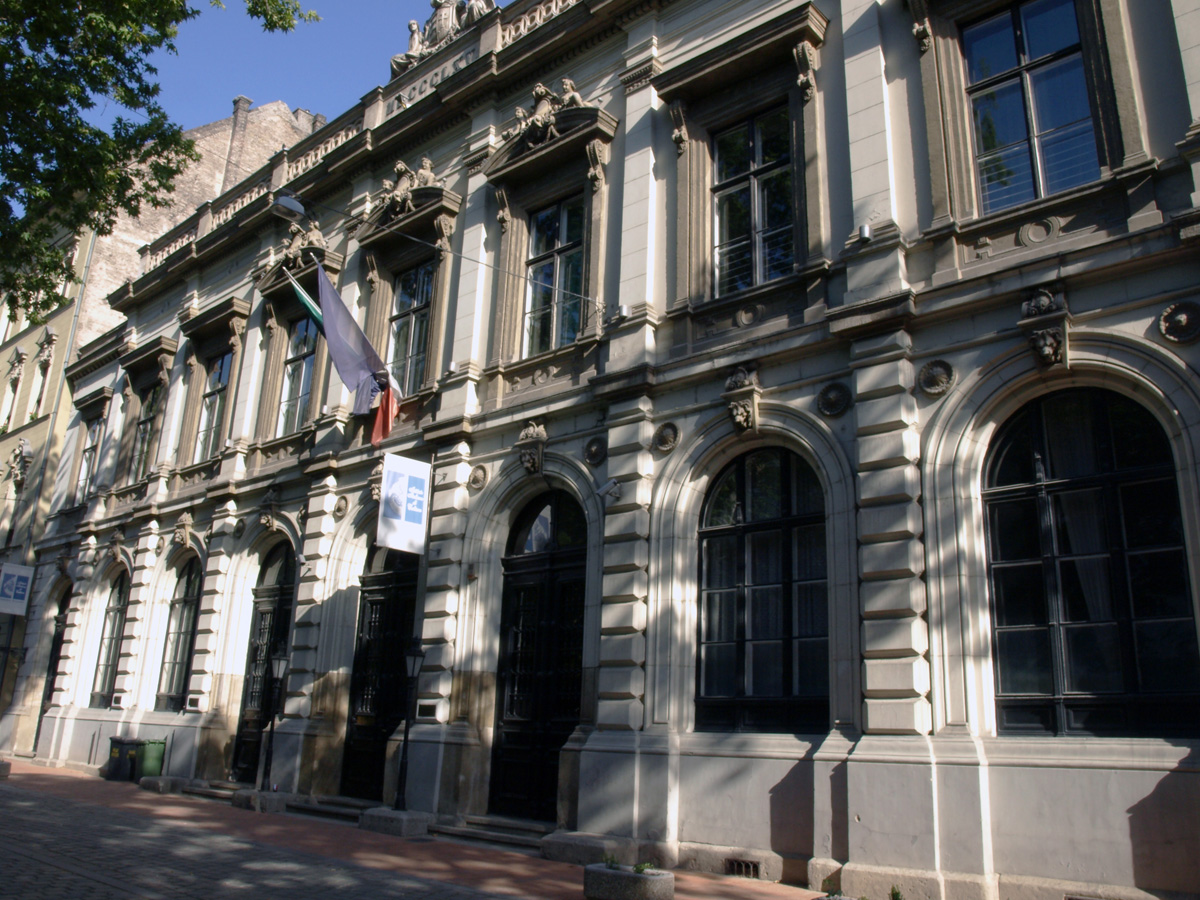
A Budapesti Olasz Kultúrintézet épülete, a korábbi Képviselőház

A Budapesti Olasz Kultúrintézet (Istituto italiano di cultura per l'Ungheria) olasz állami intézmény, amely a VIII. kerületi Bródy Sándor utca 8. szám alatt található. Az épület jelentős múltra tekint vissza, 1865-től 1902-ig az Országgyűlés Képviselőházának székhelye volt, 1942-től az olasz állam tulajdonában van.
Az intézmény 1937-ben jött létre az Olaszország és Magyarország közötti kulturális kapcsolatok fejlesztésére. Lehetőség van itt az olasz nyelv elsajátítására, a könyvtár és az időszakos kiállítások, olasz nyelvű filmek látogatására. Pályázatokkal, ösztöndíjakkal, munkalehetőséggel is foglalkozik.

## Az épület

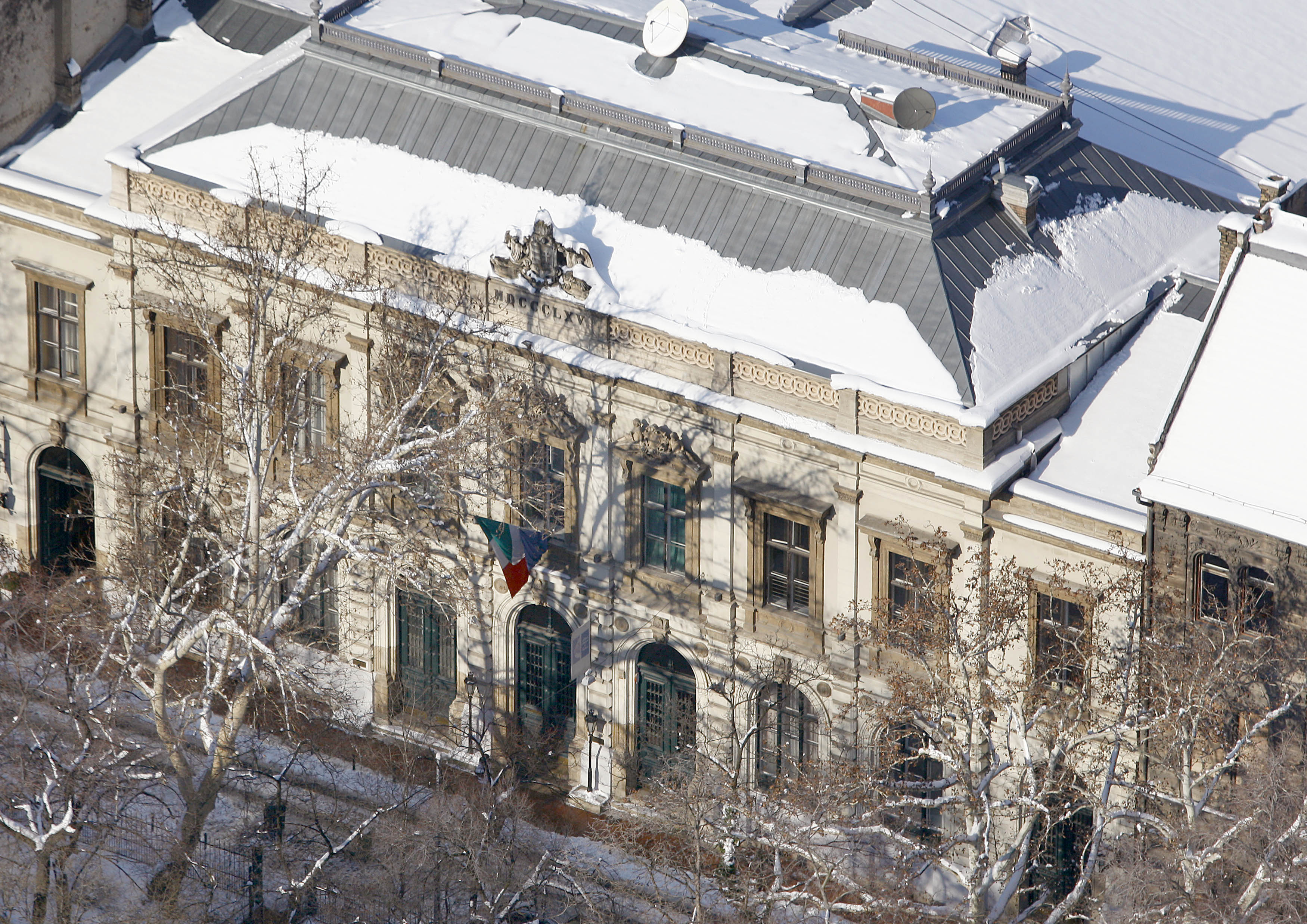
Budapesti Olasz Kultúrintézet – légi fotó

Az 1860-as évekre vált nyilvánvalóvá, hogy a magyar Országgyűlésnek, amely Pozsony után addig leginkább a Nemzeti Múzeumban ülésezett, saját épületre lenne szüksége. 1865-ben született döntés az új, de alapvetően ideiglenesnek szánt képviselőház építéséről, amelyet a múzeum melletti Főherceg Sándor, a mai Bródy Sándor utcában építettek fel egy laktanya helyén. Mivel átmeneti megoldásként tervezték, csak az akkor kétkamarás parlament alsóházának szánták, míg a felsőház a Múzeumban maradt. Az épület Ybl Miklós tervei szerint készült, ráadásul igencsak gyors tempóban; az építkezés pillanatnyi állásáról a korabeli sajtó szinte naponta beszámolt. Munkagépek híján kézzel dolgozott rajta 800 ember szakadatlanul. A gyors és pontos munka végett Ybl a gyakorlottabb osztrák szobrászokat és műbútorasztalosokat fogadta fel. Ez annyira felháborította a hazai mestereket, hogy éjjel „macskazenével” bosszulták ezt meg Ybl házánál, amelynek ablakait kővel be is dobták. 1865 decemberére, a kitűzött határidőre elkészült ugyan, de még alkalmatlan volt ülésezésre: a falak nem száradtak ki és a bútorzat is hiányzott.

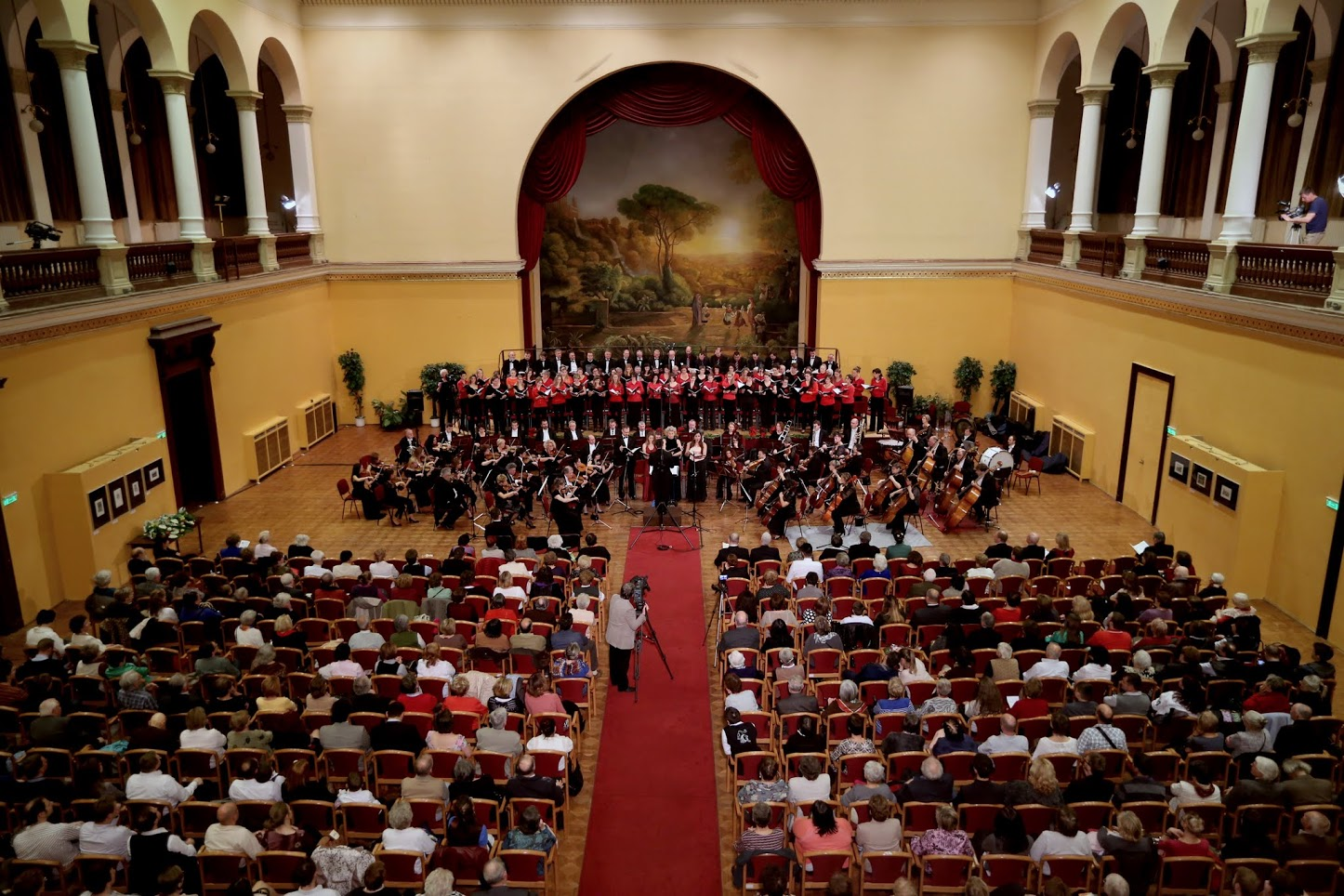
Hangverseny a díszteremben, az egykori ülésteremben

Csak nagyjából fél év után, 1866. április 14-én üléseztek először benne, bútorokat pedig Bécsben csináltattak neki. Az épület azonban belül sem volt tökéletes: olyan rossz volt az akusztikája, hogy a képviselők rövid úton visszatértek a Múzeumba. Mikszáth Kálmán kimondottan utálta az épületet, nem túl hízelgő véleményét többször is megírta róla. Ybl nekiállt kijavíttatni a hibákat, de ezzel csak a következő évre sikerült elkészülnie. Az eredeti üléstermet jelentős mértékben módosította, ami leginkább annak galériázását és 90°-os „elfordítását” jelentette. Az épület így sem volt komfortos, vízvezetéket csak 1870-ben kapott. A képviselők azután közel négy évtizeden át üléseztek itt, míg el nem készült a Steindl Imre tervezte Országház, ahova 1902-ben költöztek át. Különféle funkciók után 1942-ben végül az olasz államé lett az épület, amely kultúrintézetet rendezett be benne. Az 1960-as években aztán visszaépítették az egykori üléstermet is lényegében eredeti állapotába, kivéve a bútorzatot, ami az ínségesebb időkben nagyrészt tűzifaként végezte.

## Megközelítése

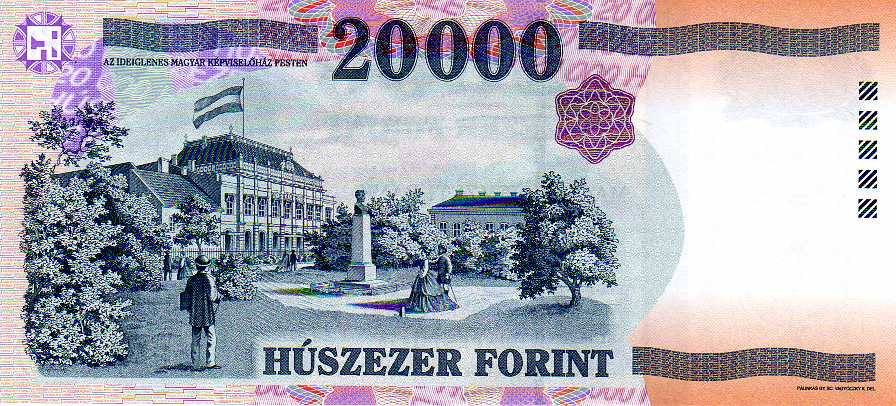
Az egykori Képviselőház képe a húszezer forintos bankjegy hátoldalán

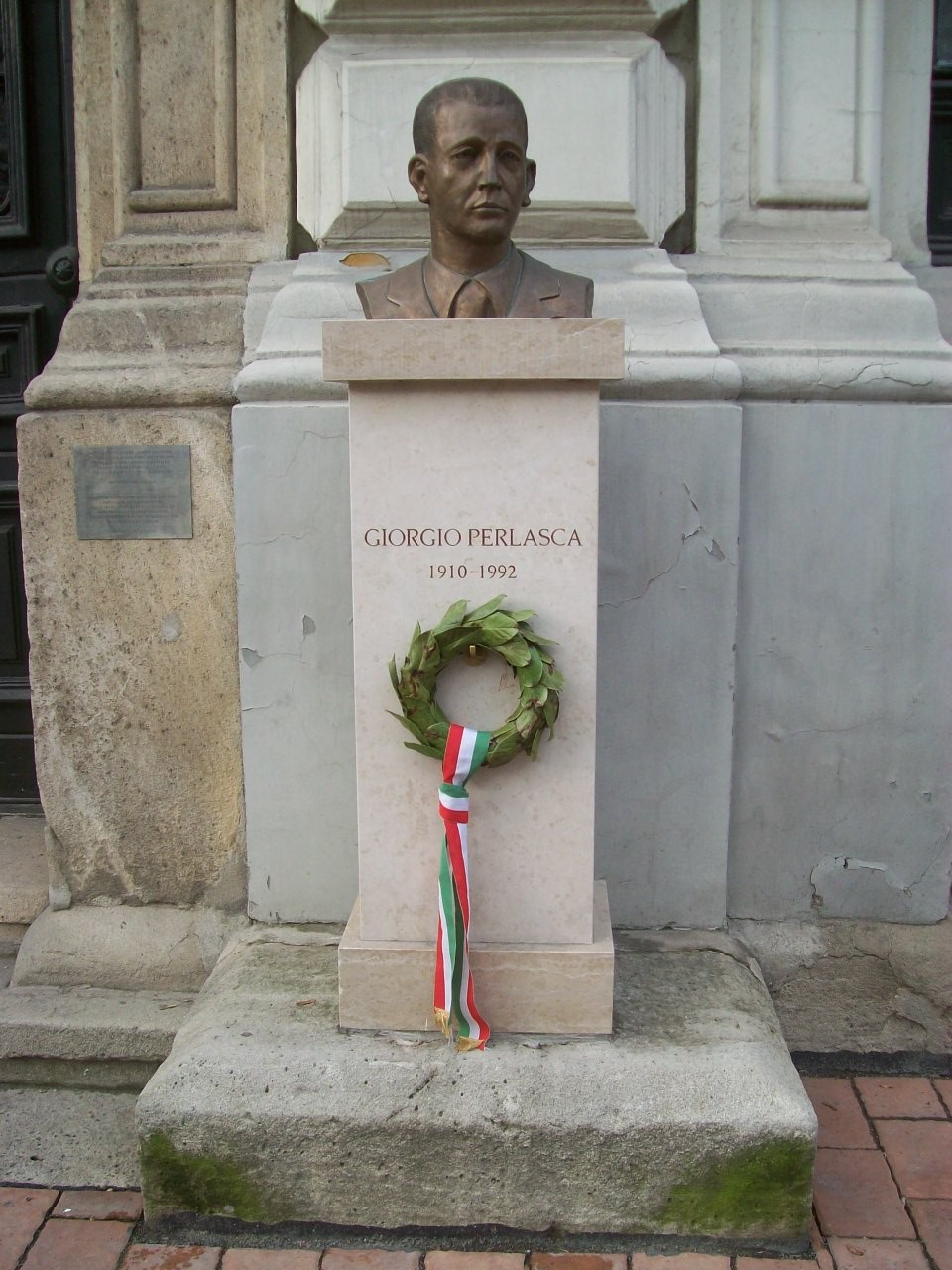
Giorgio Perlasca busztja az épület előtt

Az épület gyalog megközelíthető az M3-as metróvonal Kálvin téri állomásától, illetve az M2-es metróvonal Astoria állomásától, a Magyar Nemzeti Múzeum melletti Bródy Sándor utcában van. Erre jár még a 9-es busz, a 47-es, a 48-as és a 49-es villamos is, valamint a 72-es trolibusz. Autóval általában meg lehet állni a kis utcában, de biztosabban helyet kapni a közelében lévő két parkolóházban lehet; ahogy az egész belvárosban a parkolás itt is díjköteles.

## Igazgatók
Eddigi igazgatói voltak: B. Giuliano, Aldo Bizzarri, Rodolfo Mosca, Maurizio Fiore, Ezio De Chiffre, Giuseppe Racca, Eustachio Porsia, Giuseppe Manica, Giovanna Gruber (megbízott), Giuseppe Manica, Gabriele Brustoloni (megbízott), Giorgio Pressburger, Giovan Battista Verderame nagykövet (megbízott igazgatóként), Piero Sollazzi (megbízott), Arnaldo Dante Marianacci, Gian Luca Borghese. A jelenlegi igazgató Gabriele La Posta.